# Ritsue Mishima
Ritsue Mishima (japanisch 三嶋りつ惠 Mishima Ritsue; geboren 1962 in Kyōto) ist eine japanische Glaskünstlerin. 

## Leben und Werk
Ritsue Mishima zog 1989 nach Venedig, um dort die Glaskunst von Murano zu studieren. Seit 2011 hat sie wieder ein Standbein in Kyoto und lebt und arbeitet in beiden Städten.
Die Künstlerin schuf zunächst Vasen, bevor sie sich der abstrakten Glaskunst widmete. Sie arbeitet heute mit farblosem Glas und Effekten der Lichtbrechung. Ritsue Mishima findet die Formen für ihre Kunstwerke, indem sie Modelle aus Ton formt, die dann von Glasbläsern in Glas ausgeführt werden.
2012 wurde Ritsue Mishima im Rahmen der Exempla Sonderausstellung zu Glas während der Internationalen Handwerksmesse 2012 mit einem Preis der Bayerischen Staatsregierung ausgezeichnet. 2022 erhielt sie den Fondazione di Venezia award für den besten Beitrag in der venezianischen Sektion der Italian Glass Week.
Werke von Ritsue Mishima sind unter anderem in folgenden Sammlungen zu finden: Dem Musée des Arts décoratifs in Paris, der Boijmans Van Beuningen Collection in Rotterdam, dem Frans Hals Museum in Haarlem und dem Vangi Sculpture Garden in Shizuoka. 

## Ausstellungen

### Einzelausstellungen (Auswahl)
- 2007 The Vangi Sculpture Garden Museum
- 2013 Museum im Palazzo Grimani
- 2022 Gallerie Accademia

### Gruppenausstellungen (Auswahl)
- 2017 Endless Energy, Toyama Glass Art Museum
- 2017 Asia Corridor Contemporary Art Exhibition, Burg Nijō
- 2014 Luminous Port, Yokohama Triennale
- 2012 Recent Acquisitions, Frans Hals Museum
- 2009 “...fa come natura face in foco”, Biennale di Venezia